# Mel Shapiro
Pour les articles homonymes, voir Shapiro.
 (juin 2022).
Si vous disposez d'ouvrages ou d'articles de référence ou si vous connaissez des sites web de qualité traitant du thème abordé ici, merci de compléter l'article en donnant les références utiles à sa vérifiabilité et en les liant à la section « Notes et références ».
Mel Shapiro, né le 16 décembre 1935 et mort le 23 décembre 2024, est un metteur en scène de théâtre et écrivain américain, professeur d'université, réalisateur de télévision et auteur. 

## Biographie

### Carrière
Formé à l'Université Carnegie-Mellon, Mel Shapiro commence sa carrière de réalisateur professionnel au Pittsburgh Playhouse, puis il réside en tant que réalisateur à Arena Stage, Washington, DC. Il a été coréalisateur au Guthrie Theatre de Minneapolis et a travaillé comme réalisateur invité au Hartford Stage Company, au Center Theatre Group à Los Angeles (où il a dirigé la première américaine de Mort accidentelle d'un anarchiste de Dario Fo), à la National Playwright's Conference du Eugene O'Neill Theatre Center et au Stratford Shakespeare Festival au Canada.
Les productions off-Broadway de Mel Shapiro incluent la mise en scène originale de The House of Blue Leaves de John Guare, qui a remporté le New York Drama Critics' Circle Award de la meilleure pièce américaine en 1971, et The Karl Marx Play de Rachel Owen pour l'American Place Theatre. Ses productions londoniennes incluent les comédies musicales Two Gentlemen of Verona et Kings and Clowns.
Pour Broadway, Mel Shapiro a co-écrit (avec Guare) le livre et réalisé l'adaptation musicale de 1971 de Two Gentlemen of Verona et a réalisé la reprise de 1978 de Stop the World - I Want to Get Off avec Sammy Davis Jr. ainsi que l'œuvre de John Guare de 1979 Bosoms and Neglect. Il a mis en scène des œuvres au Lincoln Center, dont The Augmented Difficulty of Concentration de Václav Havel, qui a remporté le prix Obie de la meilleure pièce étrangère et Richard III de Shakespeare. Sa relation avec Joseph Papp au New York Shakespeare Festival Public Theatre a duré six ans. Parmi ses productions, citons Rich and Famous de Guare, Marco Polo Sings a Solo et Older People de John Ford Noonan.
Mel Shapiro a été l'un des membres fondateurs de la Tisch School of the Arts de l'Université de New York et a dirigé la Carnegie Mellon School of Drama. Il a été à la tête du département de théâtre diplômé de l'Université de Californie à Los Angeles. Il a enseigné et mis en scène à la Queensland University of Technology 's Theatre School de Brisbane, en Australie, et au National Institute of Dramatic Art de Sydney, en Australie, à l'automne 2011. Il a siégé aux conseils d'administration du Pittsburgh Public Theatre, du Society of Stage Directors and Choreographers et du Fund for New American Plays du Kennedy Center and Theatre of Latin America.
Mel Shapiro est l'auteur de The Director's Companion et An Actor Performs.

## Collaborations artistiques
Mel Shapiro travaille avec de nombreux artistes, dont Milton Berle, Sammy Davis, Jr., Raul Julia, Madeline Kahn, Christopher Walken, Stockard Channing, Jeff Goldblum, Linda Lavin, Joel Grey, Len Cariou, George Hearn, Billie Porter, Blair Underwood, James Woods, Patricia Routledge, Charles Ludlam, Allison Janney, Cloris Leachman, Anne Meara, Jerry Stiller et Rob Marshal.
Il a notamment collaboré aux œuvres Isaac Bashevis Singer, Enemies, A Love Story, Dario Fo, Mort accidentelle d'un anarchiste, Derek Walcott, Le Charlatan.

## Récompenses et nominations
- 1972 : Tony Award du meilleur livre d'une comédie musicale (Two Gentlemen, gagnant)
- 1972 : Tony Award de la meilleure comédie musicale, Two Gentlemen, gagnant
- 1972 : Tony Award de la meilleure réalisation d'une comédie musicale (Two Gentlemen, nommé)
- 1972 : Drama Desk Award pour le livre exceptionnel d'une comédie musicale (Two Gentlemen, gagnant)
- 1972 : Drama Desk Award pour le réalisateur exceptionnel d'une pièce de théâtre (Older People, gagnant)
- 1972 : Drama Desk Award du réalisateur exceptionnel d'une comédie musicale (Two Gentlemen, gagnant)
- 1994 : Prix Drama-logue, écriture dramatique, The Price of Admission
- 1998 : Prix Joseph Kesselring, écriture dramatique, The Lay of the Lan
- 1999 : Prix Drama-logue, réalisation, The Misanthrope